# San Pedro del Monte
San Pedro del Monte är en ort i Mexiko.   Den ligger i kommunen León och delstaten Guanajuato, i den centrala delen av landet, 300 km nordväst om huvudstaden Mexico City. San Pedro del Monte ligger 1 777 meter över havet och antalet invånare är 857.
Terrängen runt San Pedro del Monte är platt åt sydost, men åt nordväst är den kuperad. Runt San Pedro del Monte är det tätbefolkat, med 683 invånare per kvadratkilometer. Närmaste större samhälle är León de los Aldama, 11,7 km norr om San Pedro del Monte. Omgivningarna runt San Pedro del Monte är en mosaik av jordbruksmark och naturlig växtlighet.